# Whalers de Hartford
Les Whalers de Hartford sont une franchise de la Ligue nationale de hockey qui a existé de 1979 à 1997. Elle était auparavant connue sous le nom des Whalers de la Nouvelle-Angleterre dans l'Association mondiale de hockey (AMH) de 1972 à 1979.
En 1997, elle déménage à Raleigh, en Caroline du Nord, où elle prend le nom des Hurricanes de la Caroline.

## Histoire de la franchise

### Les années dans l'Association mondiale de hockey
La franchise des Whalers voit le jour en novembre 1971 quand l’Association mondiale de hockey décide d’accorder une franchise aux hommes d’affaires de Nouvelle-Angleterre Howard Baldwin, John Coburn, Godfrey Wood et William E. Barnes.
La franchise alors basée à Boston dans le Massachusetts fait son marché dans les effectifs d’équipes de la Ligue nationale de hockey. Parmi les repêchés : Tom Webster, vedette des Red Wings de Détroit, les défenseurs Ted Green des Bruins de Boston et Rick Ley des Maple Leafs de Toronto ou encore l’ancien gardien des Penguins de Pittsburgh Al Smith. La nouvelle direction décide également de faire signer un nombre assez important, et inhabituel, de joueurs américains incluant des joueurs natifs du Massachusetts mais également des anciens membres de l’équipe des États-Unis aux jeux olympiques d'hiver comme Larry Pleau, Kevin Ahearn, John Cunniff ou encore Paul Hurley.
La première équipe des Whalers enregistre les meilleurs résultats de l’Association lors de la saison 1972-1973 avec Webster comme meilleur pointeur. L’équipe parvient même à gagner dès sa première saison la finale des séries éliminatoires remportant la Coupe AVCO.
Pendant les deux premières saisons et demie de leur existence, les Whalers jouent leur match à domicile dans différentes patinoires comme le Boston Arena, le Boston Garden et le Big E Coliseum de West Springfield. La concurrence est dure pour la franchise et les fans de hockey sont largement servis entre les Bruins de Boston et les Whalers. Ainsi, la direction de l’équipe décide de déménager l’équipe dans le Connecticut, un État ne connaissant le hockey qu’à travers des équipes de ligue mineure. La direction arrête son choix sur la ville de Hartford, une ville riche en investisseurs potentiels et avec un passé riche en traditions de hockey.
Le 1er janvier 1975, l’équipe joue son premier match devant une salle comble dans la patinoire du Hartford Civic Center Coliseum. La franchise joue ensuite la grosse majorité de ses matchs dans cette patinoire jusqu'à son déménagement en Caroline du Nord en 1997.
Même si l’équipe ne parvient pas à gagner une nouvelle fois la Coupe AVCO, les Whalers sont une équipe victorieuse parvenant chaque saison à se qualifier pour les séries et finissant à trois reprises à la première place de leur division. L’effectif des Whalers est un des plus stables de l’AMH avec des joueurs comme Ley, Webster, Selwood, Larry Pleau et Tommy Earl jouant plus de 350 matchs avec l’équipe. Les Whalers frappent également un grand coup en faisant signer le légendaire Gordie Howe et ses deux fils Mark et Marty en provenance des Aeros de Houston en 1977.
En 1978, l’équipe composée de Gordie Howe, Gordie Roberts, Mike Rogers, Ron Plumb, John McKenzie, Dave Keon et Mike Antonovich accède à la finale de la Coupe AVCO en étant la meilleure défense de l’AMH. La saison suivante n’est pas aussi bonne et André Lacroix ancien joueur des défunts Aeros prend le relais de Howe.
En étant une des équipes les plus stables de l’AMH, les Whalers sont une des quatre franchises à être accepté en 1979 au sein de la Ligue nationale de hockey. Malgré tout, les Bruins de Boston mettent la pression sur la direction de la LNH pour que les Whalers abandonnent la partie Nouvelle-Angleterre de leur nom. Les Howes, Rogers, Ley, Keon, Smith, Roberts et Lacroix vont alors porter le maillot des Whalers de Hartford. La plupart des joueurs de 1978-1979 des Whalers vont pouvoir continuer à jouer pour la franchise puisque seulement Selwood, George Lyle et Warren Miller vont être choisis par les autres franchises de la LNH. Bobby Hull rejoint la franchise en provenance des Jets de Winnipeg.

### Les années dans la Ligue nationale de hockey
Les Whalers n'ont pas connu autant de succès dans la LNH que du temps de l’AMH, malgré une foule toujours présente pour supporter l’équipe. En dix-huit saisons, ils se qualifient seulement à dix reprises pour les séries. Au cours de ces saisons, les Whalers se construisent également une rivalité avec les Bruins de Boston et les Rangers de New York. La rivalité avec les Bruins est telle que lors des matchs au Civic Center un quart du public vient de Boston pour voir le match, Boston étant à deux heures de voiture du Civic Center .
L’histoire des Whalers est jonchée de transferts désastreux avec des départs de bons joueurs pour faire venir des joueurs de moindre talent pour tenter d’apporter de la profondeur au jeu d’équipe. Ainsi, les Whalers vont faire échanger des joueurs comme Mark Howe ou encore Mike Rogers contre des joueurs n’ayant jamais percé dans la LNH. Quand bien même les échanges font venir des joueurs de talent à Hartford, ceux-ci font tout pour en partir rapidement (comme Chris Pronger ou Brendan Shanahan).
Les plus beaux moments de la franchise ont lieu à la fin des années 1980 en 1985-1986 et en 1986-1987 avec deux qualifications consécutives pour les séries menés par le centre Ron Francis et par Kevin Dineen, Mike Liut et Sylvain Turgeon.
Malheureusement, Francis ne sent pas à son aise au sein de la franchise et malgré ses 714 matchs, 264 buts, 557 aides et 821 points pour les Whalers, il quitte la franchise pour rejoindre les Penguins de Pittsburgh en retour de joueurs n’aidant pas la franchise à décoller alors que de son côté, Ron Francis rejoint l’effectif des Penguins qui va remporter la Coupe Stanley 1991. Peu de temps après, le directeur général des Whalers Eddie Johnston, qui a orchestré le transfert de Francis, rejoint les Penguins.
Les Whalers menés par Jimmy Roberts se qualifient tout de même pour les séries de 1992 mais ils perdent en demi-finale de la division Adams contre les Canadiens de Montréal lors du septième match et au bout de deux prolongations. Roberts est viré peu de temps après et bien que les Whalers possèdent encore quelques vedettes – Geoff Sanderson, Pat Verbeek, Andrew Cassels et Sean Burke – ils ne se qualifieront plus jamais pour les séries.

### La fin de la franchise à Hartford
Les premières causes du départ des Whalers de la ville de Hartford sont la taille du marché ainsi que le problème de patinoires. Le Hartford Civic Center est devenu trop petit et vétuste pour être rentable. La petite salle de Hartford fait pâle figure face aux arénas modernes de la LNH dotées de suites luxueuses et de toutes les facilités disponibles.
En 1994, Peter Karmanos fondateur de la société Compuware achète les Whalers et tente pendant quatre saisons de garder les Whalers dans la ville de Hartford. En 1996, déçu par la fréquentation de la salle, il annonce que si lors de la saison 1996-1997 11 000 abonnements annuels ne sont pas vendus par l'équipe, il sera dans l'obligation de déménager la franchise[réf. nécessaire]. Dans le même temps, il décide de ne conserver que les abonnements pour la saison entière et de supprimer les formules populaires pour cinq et dix matchs.
Au début de 1996, des négociations ont lieu entre les Whalers et le gouverneur du Connecticut, John Rowland, pour la construction d'une nouvelle patinoire au coût de 147,5 millions de dollars. Les négociations tournent court quand Rowland et l'État refusent le remboursement de 45 millions de dollars de pertes demandé par Karmanos pour les trois saisons de construction d'une nouvelle salle.
En conséquence, le 26 mars 1997, l’équipe annonce qu'elle va quitter la ville sans révéler immédiatement le nom du futur emplacement de la franchise. Moins d'un mois plus tard, le 13 avril, les Whalers jouent leur dernier match à Hartford et l'emportent sur le Lightning de Tampa Bay. Kevin Dineen capitaine de l'équipe inscrit le dernier but de l'histoire de la franchise.
La décision de la nouvelle direction de l’équipe est dévoilée le 6 mai 1997 : les Whalers joueront dans le Research Triangle de la Caroline du Nord et le nouveau centre du Entertainment and Sports Arena à Raleigh, l’équipe prendra le nom des Hurricanes de la Caroline.

#### Logos principaux

Whalers de la Nouvelle-Angleterre 1972-1979
Whalers de Hartford 1979-1992
Whalers de Hartford 1992-1997

#### Logos alternatifs

1973-1979
1979-1992
1979-1992

## Les joueurs et dirigeants de la franchise

### Les anciens joueurs

#### Capitaines
Cette section présente l’ensemble des capitaines de l’équipe des Whalers depuis leur première saison dans l’Association mondiale de hockey jusqu’à leur déménagement dans la Caroline du Nord.
| Période     | Nom du ou des joueurs |
| ----------- | --------------------- |
| 1972 à 1975 | Ted Green             |
| 1975 à 1980 | Rick Ley              |
| 1980-1981   | Mike Rogers (en)      |
| 1981-1982   | Dave Keon             |
| 1982-1983   | Russ Anderson         |
| 1983 à 1985 | Mark Johnson          |
| 1985 à 1990 | Ron Francis           |
| 1990-1991   | pas de capitaine      |
| 1991-1992   | Randy Ladouceur       |
| 1992 à 1995 | Pat Verbeek           |
| 1995-1996   | Brendan Shanahan      |
| 1996-1997   | Kevin Dineen          |

#### Numéros retirés
Au cours de leur existence, les Whalers ont retiré trois numéros de maillots dont deux ont été remis en circulation à la suite de leur déménagement à Raleigh.
| No  | Joueur             | Position     | Carrière  | Date du retrait  |
| --- | ------------------ | ------------ | --------- | ---------------- |
| 2*  | Rick Ley           | Défenseur    | 1972-1981 | 26 décembre 1982 |
| 9   | Gordie Howe        | Ailier droit | 1977-1980 | 18 février 1981  |
| 19* | John McKenzie (en) | Ailier droit | 1977-1979 | 27 février 1980  |

* Les numéros 2 et 19 sont utilisés de nouveau par les Hurricanes de la Caroline.

#### Choix de premier tour
Voici la liste des joueurs choisis lors du premier tour de repêchage par l'équipe des Whalers.
Les choix de repêchage se négocient en période de transferts, il se peut donc qu'une équipe libère un ou plusieurs choix de repêchage en échange d'un joueur d'une franchise concurrente. Ainsi certaines saisons, par exemple en 1976, les Whalers n'avaient pas de choix de première ronde.
- Association mondiale de hockey
  - 1973 : Glenn Goldup (2e choix)
  - 1974 : Tim Young (13e choix)
  - 1975 : Terry McDonald (13e choix)
- Ligue nationale de hockey
  - 1979 : Ray Allison (18e choix)
  - 1980 : Fred Arthur (8e choix)
  - 1981 : Ron Francis (4e choix)
  - 1982 : Paul Lawless (14e choix)
  - 1983 : Sylvain Turgeon (2e choix)
  - 1984 : Sylvain Côté (11e choix)
  - 1985 : Dana Murzyn (5e choix)
  - 1986 : Scott Young (11e choix)
  - 1987 : Jody Hull (18e choix)
  - 1988 : Chris Govedaris (11e choix)
  - 1989 : Bobby Holik (10e choix)
  - 1990 : Mark Greig (15e choix)
  - 1991 : Patrick Poulin (9e choix)
  - 1992 : Robert Petrovicky (9e choix)
  - 1993 : Chris Pronger (2e choix)
  - 1994 : Jeff O'Neill (5e choix)
  - 1995 : Jean-Sébastien Giguère (13e choix)

#### Au Temple de la renommée du hockey
- Gordie Howe joueur des Whalers entre 1977 et 1980 a été admis en 1972 au temple de la renommée du hockey[2].
- Dave Keon a porté l'uniforme des Whalers entre 1976-1982 et a été admis en 1986 au temple de la renommée du hockey[5].
- Ron Francis le meilleur pointeur, buteur et passeur des Whalers a été admis au temple de la renommée en novembre 2007[6].

### Entraîneurs-chefs
| No | Nom           | Premier match    | Dernier match    | Saison régulière | Saison régulière | Saison régulière | Saison régulière | Saison régulière | Saison régulière | Séries éliminatoires | Séries éliminatoires | Séries éliminatoires | Séries éliminatoires | Remarques                                                 |
| No | Nom           | Premier match    | Dernier match    | PJ               | V                | D                | N                | P                | % V              | PJ                   | V                    | D                    | % V                  | Remarques                                                 |
| -- | ------------- | ---------------- | ---------------- | ---------------- | ---------------- | ---------------- | ---------------- | ---------------- | ---------------- | -------------------- | -------------------- | -------------------- | -------------------- | --------------------------------------------------------- |
| 1  | Jack Kelley   | 12 octobre 1972  | 6 mai 1973       | 78               | 46               | 30               | 2                | 94               | 60,3             | 15                   | 12                   | 3                    | 80,0                 | Trophée Robert-Schmertz en 1973 Trophée mondial Avco 1973 |
| 2  | Ron Ryan      | 7 octobre 1973   | 29 mars 1975     | 151              | 83               | 59               | 3                | 175              | 57,9             | 7                    | 3                    | 4                    | 42,9                 |                                                           |
| 3  | Jack Kelley   | 30 mars 1975     | 22 décembre 1975 | 38               | 17               | 18               | 3                | 37               | 48,6             | 6                    | 2                    | 4                    | 33,3                 |                                                           |
| 4  | Don Blackburn | 26 décembre 1975 | 10 mars 1976     | 35               | 14               | 18               | 3                | 31               | 44,3             | -                    | -                    | -                    | -                    |                                                           |
| 5  | Harry Neale   | 12 mars 1976     | 22 mai 1978      | 173              | 84               | 77               | 12               | 180              | 52,0             | 36                   | 19                   | 17                   | 52,8                 | Finale 1978                                               |
| 6  | Bill Dineen   | 15 octobre 1978  | 30 mars 1979     | 71               | 33               | 29               | 9                | 75               | 52,8             | -                    | -                    | -                    | -                    |                                                           |
| 7  | Don Blackburn | 1er avril 1979   | -                | 9                | 4                | 5                | 0                | 8                | 44,4             | 10                   | 5                    | 5                    | 50,0                 |                                                           |

| No | Nom            | Premier match    | Dernier match    | Saison régulière | Saison régulière | Saison régulière | Saison régulière | Saison régulière | Saison régulière | Séries éliminatoires | Séries éliminatoires | Séries éliminatoires | Séries éliminatoires | Remarques |
| No | Nom            | Premier match    | Dernier match    | PJ               | V                | D                | N                | P                | % V              | PJ                   | V                    | D                    | % V                  | Remarques |
| -- | -------------- | ---------------- | ---------------- | ---------------- | ---------------- | ---------------- | ---------------- | ---------------- | ---------------- | -------------------- | -------------------- | -------------------- | -------------------- | --------- |
| 1  | Don Blackburn  | -                | 19 février 1981  | 140              | 42               | 63               | 35               | 119              | 42,5             | 3                    | 0                    | 3                    | 0,0                  |           |
| 2  | Larry Pleau    | 22 février 1981  | 4 avril 1982     | 100              | 27               | 53               | 20               | 74               | 37,0             | -                    | -                    | -                    | -                    |           |
| 3  | Larry Kish     | 6 octobre 1982   | 23 janvier 1983  | 49               | 12               | 32               | 5                | 29               | 29,6             | -                    | -                    | -                    | -                    |           |
| 4  | John Cunniff   | 27 janvier 1983  | 23 février 1983  | 13               | 3                | 9                | 1                | 7                | 26,9             | -                    | -                    | -                    | -                    |           |
| 5  | Larry Pleau    | 25 février 1983  | 3 avril 1982     | 18               | 4                | 13               | 1                | 9                | 25,0             | -                    | -                    | -                    | -                    |           |
| 6  | Jack Evans     | 5 octobre 1983   | 6 février 1988   | 374              | 163              | 174              | 37               | 363              | 48,5             | 16                   | 8                    | 8                    | 50,0                 |           |
| 7  | Larry Pleau    | 7 février 1988   | 9 avril 1989     | 106              | 50               | 51               | 5                | 105              | 49,5             | 10                   | 2                    | 8                    | 20,0                 |           |
| 8  | Rick Ley       | 5 octobre 1989   | 13 avril 1991    | 160              | 69               | 71               | 20               | 158              | 49,4             | 13                   | 5                    | 8                    | 38,5                 |           |
| 9  | Jim Roberts    | 5 octobre 1991   | 1er mai 1992     | 80               | 26               | 41               | 13               | 65               | 40,6             | 7                    | 3                    | 4                    | 42,9                 |           |
| 10 | Paul Holmgren  | 6 octobre 1992   | 13 novembre 1993 | 101              | 30               | 63               | 8                | 68               | 33,7             | -                    | -                    | -                    | -                    |           |
| 11 | Pierre McGuire | 17 novembre 1993 | 14 avril 1994    | 67               | 23               | 37               | 7                | 53               | 39,6             | -                    | -                    | -                    | -                    |           |
| 12 | Paul Holmgren  | 21 janvier 1995  | 5 novembre 1995  | 60               | 24               | 30               | 6                | 54               | 45,0             | -                    | -                    | -                    | -                    |           |
| 13 | Paul Maurice   | 7 novembre 1995  | 13 avril 1997    | 152              | 61               | 72               | 19               | 141              | 46,4             | -                    | -                    | -                    | -                    |           |

### Directeurs généraux
| No | Nom         | Engagement       | Départ     | Remarques |   |             |                |                  |                           |
| -- | ----------- | ---------------- | ---------- | --------- | - | ----------- | -------------- | ---------------- | ------------------------- |
| No | Nom         | Engagement       | Départ     | Remarques | 1 | Jack Kelley | 1er avril 1972 | 26 décembre 1975 | Trophée mondial Avco 1973 |
| 2  | Ron Ryan    | 26 décembre 1975 | 5 mai 1977 |           |   |             |                |                  |                           |
| 3  | Jack Kelley | 5 mai 1977       | -          |           |   |             |                |                  |                           |

| No | Nom            | Engagement     | Départ         | Remarques |   |             |   |              |  |
| -- | -------------- | -------------- | -------------- | --------- | - | ----------- | - | ------------ |  |
| No | Nom            | Engagement     | Départ         | Remarques | 1 | Jack Kelley | - | 2 avril 1981 |  |
| 2  | Larry Pleau    | 2 avril 1981   | 2 mai 1983     |           |   |             |   |              |  |
| 3  | Emile Francis  | 2 mai 1983     | 11 mai 1989    |           |   |             |   |              |  |
| 4  | Ed Johnston    | 11 mai 1989    | 12 mai 1992    |           |   |             |   |              |  |
| 5  | Brian Burke    | 26 mai 1992    | 6 octobre 1993 |           |   |             |   |              |  |
| 6  | Paul Holmgren  | 6 octobre 1993 | 28 juin 1994   |           |   |             |   |              |  |
| 7  | Jim Rutherford | 28 juin 1994   | 28 avril 2014* |           |   |             |   |              |  |

* Encore en poste lors du déménagement en Caroline du Nord

## Records
Cette section présente les records de l'histoire de la franchise, que ce soit des records individuels ou des records d'équipes.

### Records individuels
Du temps de l’AMH, Rick Ley est le joueur qui aura joué le plus grand nombre de matchs avec 478 apparitions mais également celui qui a été le plus pénalisé (716 minutes).Tom Webster a inscrit le plus grand nombre de buts avec 220 buts ainsi que le plus grand total de points avec 425. Au niveau des passes décisives, Larry Pleau est le meilleur passeur avec 215 aides. Al Smith compte 141 victoires en tant que gardien de but.
Du temps de la LNH, Ron Francis est le joueur le plus marquant de la franchise avec 714 matchs, 264 buts, 557 aides et un total de 821 points.Torrie Robertson a reçu 1 368 pénalités au cours de ses six saisons avec les Whalers. Mike Liut est le gardien le plus victorieux de l'histoire de la franchise (en LNH) avec 115 matchs gagnés et possède le record de l'équipe avec 13 blanchissages.
En une seule saison, Blaine Stoughton inscrit le plus grand nombre de buts (en 1979-1980) avec 56 buts et encore une fois Ron Francis est le meilleur passeur (en 1989-1990) avec 69 passes. Mike Rogers est le meilleur pointeur sur une saison en atteignant à deux reprises les 105 points (en 1980 et 1981). Torrie Robertson est également le joueur le plus pénalisé sur une saison avec 358 minutes récoltées en 1985-1986. Le meilleur pointeur-défenseur de l'histoire des Whalers fut Mark Howe avec 80 points en 1980 et le meilleur pointeur dans sa première année fut Sylvain Turgeon auteur de 72 points en 1983-1984.

### Records d’équipe
Le plus grand nombre de points marqué par l'équipe est de 94 points en 1972-1973 lors de leur première saison. En 1977-1978, les Whalers inscrivent 335 buts mais ils en encaissent au contraire 403 en 1982-1983.
En 1984, ils réalisent leur match avec le plus grand nombre de buts en battant les Oilers d'Edmonton sur le score de 11 buts à 0 alors qu'un an plus tôt, ils concèdent un 12-3 aux Nordiques de Québec.